# Фосфат плутония(III)
Фосфат плутония(III) — неорганическое соединение,
соль плутония и фосфорной кислоты
с формулой PuPO4,
зелёные кристаллы,
не растворяется в воде,
образует кристаллогидраты — бледно-голубые кристаллы.

## Получение
- Обменная реакция раствора хлорида плутония(III) и подкисленного гидрофосфата аммония:

{\displaystyle {\mathsf {PuCl_{3}+(NH_{4})_{2}HPO_{4}\ {\xrightarrow {80-90^{o}C}}\ PuPO_{4}\downarrow +2NH_{4}Cl+HCl}}}

## Физические свойства
Фосфат плутония(III) образует зелёные кристаллы
моноклинной сингонии,
пространственная группа P 21/n,
параметры ячейки a = 0,67605 нм, b = 0,69820 нм, c = 0,64497 нм, β = 103,636°, Z = 4
.
Не растворяется в воде, р ПР = 24,6 .
В подкисленных растворах растворимость увеличивается: в 1 М растворе HCl растворимость составляет 4 мл/л.
Образует кристаллогидраты переменного состава PuPO4•n H2O, где n = 0÷0,5.
Кристаллогидрат состава PuPO4•0,5 H2O — бледно-голубые кристаллы
гексагональной сингонии,

параметры ячейки a = 0,7011 нм, c = 0,6401 нм, Z = 3.
Кристаллогидраты полностью теряют воду при 950°С.